# Émile Rodigas
Émile Rodigas ( 1831 - 1902 ) fue una botánica belga, y destacada orquideóloga.

## Algunas publicaciones
- frédéric Burvenich, édouard Pynaert, émile Rodigas, august van Geert, hubret j. van Hulle (eds.) 1881. Amaryllidaceae - Clivia miniata Madame Le Grelle d’Hanis. Revue de l’horticulture belge et étrangère, Gante, Bureaux de la Revue 7, 1 plancha. Cromolitografía
- 1890. Une visite à létablissement de l'horticulture internationale (Linden) au Parc Léopold, à Bruxelles. Ed. Vanderhaeghen, 10 pp.

### Libros
- julien Deby, émile Rodigas. 1853. Manuel de culture maraichère. Ed. Bureau de la bibliothèque ruraleleer
- 1882. Joseph Decaisne
- jean jules Linden, lucien Linden, émile Rodigas. 1992. Volumen 3 de Lindenia: iconographie des orchidées. Ed. Naturalia Publ. 505 pp. ISBN 2-909717-02-X

## Honores

### Epónimos
- (Balsaminaceae) Impatiens rodigasii L.Linden[1]

- La abreviatura «Rodigas» se emplea para indicar a Émile Rodigas como autoridad en la descripción y clasificación científica de los vegetales.[2]